# Stroneatîn, Jovkva
Stroneatîn (în ucraineană Стронятин) este un sat în comuna Nadîci din raionul Jovkva, regiunea Liov, Ucraina.

## Demografie
Componența lingvistică a localității Stroneatîn
     Ucraineană (99,74%)
     Alte limbi (0,26%)
Conform recensământului din 2001, majoritatea populației localității Stroneatîn era vorbitoare de ucraineană (99,74%), existând în minoritate și vorbitori de alte limbi.